# Нагибин, Николай Анисимович
Николай Анисимович Нагибин (1924 — 25 января 1945) — гвардии красноармеец Рабоче-крестьянской Красной Армии, участник Великой Отечественной войны, Герой Советского Союза (1945).

## Биография
Николай Нагибин родился в 1924 году в селе Терехта (ныне — Усть-Коксинский район Республики Алтай). После окончания пяти классов школы работал в колхозе. В 1941 году Нагибин был призван на службу в Рабоче-крестьянскую Красную Армию. С февраля 1942 года — на фронтах Великой Отечественной войны.
К январю 1945 года гвардии красноармеец Николай Нагибин был пулемётчиком 50-го гвардейского стрелкового полка 15-й гвардейской стрелковой дивизии 5-й гвардейской армии 1-го Украинского фронта. Отличился во время форсирования Одера. 23 января 1945 года Нагибин одним из первых в своём подразделении переправился через Одер и принял активное участие в боях за захват и удержание плацдарма на его западном берегу, уничтожив 2 станковых пулемёта и взяв в плен 7 немецких солдат. 25 января 1945 года Нагибин погиб в бою. Похоронен в городе Ополе.
Указом Президиума Верховного Совета СССР от 27 июня 1945 года красноармеец Николай Нагибин посмертно был удостоен высокого звания Героя Советского Союза. Также посмертно был награждён орденом Ленина.